# 64. ročník udílení cen Emmy
64. ročník udílení cen Emmy, oceňující nejlepší počiny americké televizního vysílání v období od 1. června 2011 do 31. května 2012, se konal dne 23. září 2012 v Nokia Theatre v Los Angeles. Přímý přenos vysílala televizní stanice CBS. Předávání uváděl moderátor a komik Jimmy Kimmel.

## Vítězové a nominovaní
Vítězi jsou uvedeni jako první a jsou vyznačeni tučně.

### Pořady
| Nejlepší komediální seriál | Nejlepší dramatický seriál |
| --- | --- |
| - Taková moderní rodinka (ABC) - Studio 30 Rock (NBC) - Teorie velkého třesku (CBS) - Larry, kroť se (HBO) - Girls (HBO) - Viceprezident(ka) (HBO)                                                                     | - Ve jménu vlasti (Showtime) - Impérium – Mafie v Atlantic City (HBO) - Perníkový táta (AMC) - Panství Downton (PBS) - Hra o trůny (HBO) - Šílenci z Manhattanu (AMC)                                      |
| Nejlepší zábavný pořad | Nejlepší minisérie nebo televizní film |
| - The Daily Show with Jon Stewart (Comedy Central) - The Colbert Report (Comedy Central) - Jimmy Kimmel Live! (ABC) - Late Night with Jimmy Fallon (NBC) - Real Time with Bill Maher (HBO) - Saturday Night Live (NBC) | - Prezidentské volby (HBO) - American Horror Story: Murder House (FX) - Hatfieldovi a McCoyovi (History) - Hemingway & Gellhornová (HBO) - Luther (BBC America) - Sherlock: „A Scandal in Belgravia" (PBS) |
| Nejlepší reality soutěžní program | |
| - The Amazing Race (CBS) - Dancing with the Stars (ABC) - Heidi Klum: svět modelingu (Lifetime) - Umíte tančit? (Fox) - Top Chef (Bravo) - The Voice (NBC)                                                             | |

### Herectví

#### Hlavní role
| Nejlepší herec v komediálním seriálu | Nejlepší herečka v komediálním seriálu |
| --- | --- |
| - Jon Cryer jako Alan Harper v seriálu Dva a půl chlapa (Epizoda: „Frodo's Headshots") (CBS) - Alec Baldwin jako Jack Donaghy v seriálu Studio 30 Rock (Epizoda: „Live from Studio 6H") (NBC) - Louis C.K. jako Louie v seriálu Rozvedený se závazky (Epizoda: „Duckling") (FX) - Don Cheadle jako Marty Kaan v seriálu Profesionální lháři (Epizoda: „The Gods of Dangerous Financial Instruments") (Showtime) - Larry David jako on sám v seriálu Larry, kroť se (Epizoda: „Palestinian Chicken") (HBO) - Jim Parsons jako doktor Sheldon Cooper v seriálu Teorie velkého třesku (Epizoda: „The Werewolf Transformation") (CBS) | - Julia Louis-Dreyfus jako viceprezidentka Selina Meyer v seriálu Viceprezident(ka) (Epizoda: „Tears") (HBO) - Zooey Deschanelová jako Jessica Day v seriálu Nová holka (Epizoda: „Bad in Bed") (Fox) - Lena Dunham jako Hannah Horvath v seriálu Girls (Epizoda: „She Did") (HBO) - Edie Falco jako Jackie Peyton v seriálu Sestřička Jackie (Epizoda: „Disneyland Sucks") (Showtime) - Tina Fey jako Liz Lemon v seriálu Studio 30 Rock (Epizoda: „The Tuxedo Begins") (NBC) - Melissa McCarthy jako Molly Flynn v seriálu Mike a Molly (Epizoda: „The Dress") (CBS) - Amy Poehlerová jako Leslie Knope v seriálu Parks and Recreation (Epizoda: „Win, Lose, or Draw") (NBC)    |
| Nejlepší herec v dramatickém seriálu | Nejlepší herečka v dramatickém seriálu |
| - Damian Lewis jako Nicholas Brody v seriálu Ve jménu vlasti (Epizoda: „Marine One") (Showtime) - Hugh Bonneville jako Robert v seriálu Panství Downton (Epizoda: „Epizoda Seven") (PBS) - Steve Buscemi jako Nucky Thompson v seriálu Impérium – Mafie v Atlantic City (Epizoda: „Two Boats and a Lifeguard") (HBO) - Bryan Cranston jako Walter White v seriálu Perníkový táta (Epizoda: „Crawl Space") (AMC) - Michael C. Hall jako Dexter Morgan v seriálu Dexter (Epizoda: „Nebraska") (Showtime) - Jon Hamm jako Don Draper v seriálu Šílenci z Manhattanu (Epizoda: „The Other Woman") (AMC)                               | - Claire Danesová jako Carrie Mathison v seriálu Ve jménu vlasti (Epizoda: „The Vest") (Showtime) - Kathy Batesová jako Harriet „Harry“ Korn v seriálu Harry's Law (Epizoda: „Onward and Upward") (NBC) - Glenn Close jako Patty Hewes v seriálu Patty Hewes - nebezpečná advokátka (Epizoda: „I've Done Way Too Much for This Girl") (Audience Network) - Michelle Dockeryová jako Lady Mary Crawley v seriálu Panství Downton (Epizoda: „Episode Seven") (PBS) - Julianna Margulies jako Alicia Florrick v seriálu Dobrá manželka (Epizoda: „Parenting Made Easy") (CBS) - Elisabeth Mossová jako Peggy Olson v seriálu Šílenci z Manhattanu (Epizoda: „The Other Woman") (AMC) |
| Nejlepší herec v minisérii nebo televizním filmu | Nejlepší herečka v minisérii nebo televizním filmu |
| - Kevin Costner jako Devil Anse Hatfield ve filmu Hatfieldovi a McCoyovi (History) - Benedict Cumberbatch jako Sherlock Holmes v seriálu Sherlock - Skandál v Belgravii (PBS) - Idris Elba jako John Luther v seriálu Luther (BBC America) - Woody Harrelson jako Steve Schmidt ve filmu Prezidentské volby (HBO) - Clive Owen jako Ernest Hemingway ve filmu Hemingway a Gellhornová (HBO) - Bill Paxton jako Randolph McCoy ve filmu Hatfieldovi a McCoyovi (History) | - Julianne Moore jako Sarah Palin ve filmu Prezidentské volby (HBO) - Connie Britton jako Vivien Harmon v seriálu American Horror Story (FX) - Ashley Judd jako Rebecca Winstone v seriálu Pohřešovaný (ABC) - Nicole Kidmanová jako Martha Gellhorn ve filmu Hemingway a Gellhornová (HBO) - Emma Thompsonová jako Ona ve filmu The Song of Lunch (PBS) |

#### Vedlejší role
| Nejlepší herec ve vedlejší roli v komediálním seriálu | Nejlepší herečka ve vedlejší roli v komediálním seriálu |
| --- | --- |
| - Eric Stonestreet jako Cameron Tucker za seriál Taková moderní rodinka (Epizoda: „Treehouse") (ABC) - Ty Burrell jako Phil Dunphy za seriál Taková moderní rodinka (Epizoda: „Lifetime Supply") (ABC) - Jesse Tyler Ferguson jako Mitchell Pritchett za seriál Taková moderní rodinka (Epizoda: „Leap Day") (ABC) - Max Greenfield jako Schmidt za seriál Nová holka (Epizoda: „Control") (Fox) - Bill Hader jako různé role za pořad Saturday Night Live (Epizoda: „Host: Katy Perry") (NBC) - Ed O'Neill jako Jay Pritchett za seriál Taková moderní rodinka (Epizoda: „Baby on Board") (ABC) | - Julie Bowen jako Claire Dunphy za seriál Taková moderní rodinka(Epizoda: „Go Bullfrogs!") (ABC) - Mayim Bialik jako doktorka Amy Farrah Fowler za seriál Teorie velkého třesku (Epizoda: „The Shiny Trinket Maneuver") (CBS) - Kathryn Joosten jako Karen McCluskey za seriál Zoufalé manželky (Epizody: „Give Me the Blame" a „Finishing the Hat") (ABC) - Sofía Vergara jako Gloria Delgado-Pritchett za seriál Taková moderní rodinka (Epizoda: „Tableau Vivant") (ABC) - Merritt Wever jako Zoey Barkow za seriál Sestřička Jackie (Epizoda: „One-Armed Jacks") (Showtime) - Kristen Wiigová jako různé role za pořad Saturday Night Live (Epizoda: „Host: Mick Jagger") (NBC) |
| Nejlepší herec ve vedlejší roli v dramatickém seriálu | Nejlepší herečka ve vedlejší roli v dramatickém seriálu |
| - Aaron Paul jako Jesse Pinkman za seriál Perníkový táta (Epizoda: „End Times") (AMC) - Jim Carter jako Charles Carson za seriál Panství Abbey (Epizoda: „Epizoda Two") (PBS) - Brendan Coyle jako John Bates za seriál Panství Downton (Epizoda: „Episode Seven") (PBS) - Peter Dinklage jako Tyrion Lannister za seriál Hra o trůny (Epizoda: „Blackwater") (HBO) - Giancarlo Esposito jako Gus Fring za seriál Perníkový táta (Epizoda: „Hermanos") (AMC) - Jared Harris jako Lane Pryce za seriál Šílenci z Manhattanu (Epizoda: „Commissions and Fees") (AMC)                               | - Maggie Smithová jako Violet za seriál Panství Downton (Epizoda: „Episode One") (PBS) - Christine Baranski jako Diane Lockhart za seriál Dobrá manželka (Epizoda: „Alienation of Affection") (CBS) - Joanne Froggatt jako Anna Bates za seriál Panství Downton (Epizoda: „Episode Seven") (PBS) - Anna Gunn jako Skyler White za seriál Perníkový táta (Epizoda: „Cornered") (AMC) - Christina Hendricks jako Joan Holloway za seriál Šílenci z Manhattanu (Epizoda: „The Other Woman") (AMC) - Archie Panjabi jako Kalinda Sharma za seriál Dobrá manželka (Epizoda: „The Dream Team") (CBS)                                                                                       |
| Nejlepší herec ve vedlejší roli v minisérii nebo televizním filmu | Nejlepší herečka ve vedlejší roli v minisérii nebo televizním filmu |
| - Tom Berenger jako Jim Vance za seriál Hatfieldovi a McCoyovi (History) - Martin Freeman jako doktor John Watson za seriál Sherlock - Skandál v Belgravii (PBS) - Ed Harris jako John McCain za seriál Prezidentské volby (HBO) - Denis O'Hare jako Larry Harvey za seriál American Horror Story (FX) - David Strathairn jako John Dos Passos za seriál Hemingway a Gellhornová (HBO) | - Jessica Lange jako Constance Langdon za seriál American Horror Story (FX) - Frances Conroy jako Moira O'Hara za seriál American Horror Story (FX) - Judy Davisová jako Jill Tankard za film Na straně osm (PBS) - Sarah Paulsonová jako Nicolle Wallace za film Prezidentské volby (HBO) - Mare Winningham jako Sally McCoy za seriál Hatfieldovi a McCoyovi (History) |

### Moderování
| Nejlepší moderátor soutěžního pořadu |
| --- |
| - Tom Bergeron za Dancing with the Stars (ABC) - Cat Deeley za Umíte tančit? (Fox) - Phil Keoghan za The Amazing Race (CBS) - Ryan Seacrest za American Idol (Fox) - Betty Whiteová za Sígři ve výslužbě: Made in USA (NBC) |

### Režie
| Nejlepší režie komediálního seriálu | Nejlepší režie dramatického seriálu |
| --- | --- |
| - Steven Levitan za seriál Taková moderní rodinka (Epizoda: „Baby on Board") (ABC) - Louis C.K. za seriál Rozvedený se závazky (Epizoda: „Duckling") (FX) - Lena Dunham za seriál Girls (Epizoda: „She Did") (HBO) - Jake Kasdan za seriál Nová holka (Epizoda: „Pilot") (Fox) - Robert B. Weide za seriál Larry, kroť se (Epizoda: „Palestinian Chicken") (HBO) - Jason Winer za seriál Taková moderní rodinka (Epizoda: „Virgin Territory") (ABC) | - Tim Van Patten za seriál Impérium – Mafie v Atlantic City (Epizoda: „To the Lost") (HBO) - Phil Abraham za seriál Šílenci z Manhattanu (Epizoda: „The Other Woman") (AMC) - Michael Cuesta za seriál Ve jménu vlasti (Epizoda: „Pilot") (Showtime) - Vince Gilligan za seriál Perníkový táta (Epizoda: „Face Off") (AMC) - Brian Percival za seriál Panství Downton (Epizoda: „Epizoda Seven") (PBS) |
| Nejlepší režie zábavného pořadu | Nejlepší režie minisérie, televizního filmu nebo dramatického speciálu |
| - Don Roy King za Saturday Night Live (NBC) - Jerry Foley za Noční show Davida Lettermana (CBS) - Jim Hoskinson za The Colbert Report (Comedy Central) - Jonathan Krisel za Portlandia (IFC) - Chuck O'Neil za The Daily Show with Jon Stewart (Comedy Central) | - Jay Roach za seriál Prezidentské volby (HBO) - Philip Kaufman za seriál Hemingway a Gellhornová (HBO) - Paul McGuigan za seriál Sherlock - Skandál v Belgravii (PBS) - Sam Miller za seriál Luther (BBC America) - Kevin Reynolds za seriál Hatfieldovi a McCoyovi (History) |

### Scénář
| Nejlepší scénář pro komediální seriál | Nejlepší scénář pro dramatický seriál |
| --- | --- |
| - Louis C.K. za seriál Rozvedený se závazky (Epizoda: „Pregnant") (FX) - Lena Dunham za seriál Girls (Epizoda: „Pilot") (HBO) - Chris McKenna za seriál Zpátky do školy (Epizoda: „Remedial Chaos Theory") (NBC) - Amy Poehlerová za seriál Parks and Recreation (Epizoda: „The Debate") (NBC) - Michael Schur za seriál Parks and Recreation (Epizoda: „Win, Lose, or Draw") (NBC) | - Alex Gansa, Howard Gordon a Gideon Raff za seriál Ve jménu vlasti (Epizoda: „Pilot") (Showtime) - Semi Chellas a Matthew Weiner za seriál Šílenci z Manhattanu (Epizoda: „Far Away Places") (AMC) - Semi Chellas a Matthew Weiner za seriál Šílenci z Manhattanu (Epizoda: „The Other Woman") (AMC) - Julian Fellowes za seriál Panství Downton (Epizoda: „Epizoda Seven") (PBS) - Andre Jacquemetton a Maria Jacquemetton za seriál Šílenci z Manhattanu (Epizoda: „Commissions and Fees") (AMC) |
| Nejlepší scénář pro zábavný pořad | Nejlepší scénář pro minisérii, televizní film nebo dramatický speciál |
| - The Daily Show with Jon Stewart (Comedy Central) - The Colbert Report (Comedy Central) - Portlandia (IFC) - Real Time with Bill Maher (HBO) - Saturday Night Live (NBC) | - Danny Strong za seriál Prezidentské volby (HBO) - Neil Cross za seriál Luther (BBC America) - Bill Kerby, Ted Mann a Ronald Parker za seriál Hatfieldovi a McCoyovi (History) - Steven Moffat za seriál Sherlock - Skandál v Belgravii (PBS) - Abi Morgan za seriál The Hour (BBC America) |